# A Voyage Round the World
A Voyage Round the World (celým názvem A Voyage Round the World in His Britannic Majesty's Sloop, Resolution, Commanded by Capt. James Cook, During the Years 1772, 3, 4, and 5; doslovně česky „Plavba kolem světa na šalupě Jeho britského Veličenstva Resolution pod velením kapitána Jamese Cooka v letech 1772, 3, 4 a 5“) je zpráva Georga Forstera o druhé plavbě britského objevitele Jamese Cooka. Během příprav na Cookovu plavbu odvolal svou účast přírodovědec výpravy Joseph Banks a jeho místo ve velmi krátké době zaujal Georgův otec Johann Reinhold Forster, jemuž dělal asistenta jeho sedmnáctiletý syn. Vypluli s Cookem na lodi HMS Resolution, kterou doprovázela loď HMS Adventure pod velením mořeplavce Tobiase Furneauxe. Během této výpravy obepluli svět, překročili jižní polární kruh a dopluli až na 71° 10' jižně, objevili několik tichomořských ostrovů, setkali se s různými kulturami a popsali mnoho druhů rostlin a živočichů.
Když se po více než třech letech vrátili do Anglie, došlo k neshodám ohledně práv na vydání cestopisu. Poté, co padly plány dohodnuté s Johnem Montaguem, 4. hrabětem ze Sandwiche, prvním lordem admirality, na vydání společného díla s příspěvky Cooka i Reinholda Forstera, začal Georg, který nebyl vázán žádnou dohodou s admiralitou, v červenci 1776 psát knihu Voyage. Vydal ji 17. března 1777, šest týdnů předtím, než vyšla Cookova A Voyage Towards the South Pole and Round the World (doslovně česky Cesta k jižnímu pólu a kolem světa). Zatímco Cookovu zprávu ilustrovalo 63 mědirytů, které zaplatila admiralita, Forsterovu Voyage, která se prodávala za stejnou cenu, ilustrovala pouze mapa jižní polokoule s vyznačením kurzu expedičních lodí.
Forster uspořádal Voyage chronologicky, ale napsal ji zábavnou formou, přičemž se nezaměřil jen na technické aspekty plavby, ale především na vědecká pozorování a kulturní setkání s národy jižního Pacifiku. To se setkalo s příznivým ohlasem kritiků, kteří ocenili styl psaní, zejména v kontrastu s Cookovou knihou, ale prodej byl pomalý. Kontroverze pokračovaly i po vydání. Astronom William Wales například podezíral Reinholda Forstera, že právě on je pravým autorem, a ve svých Remarks on Mr Forster's Account of Captain Cook's last Voyage round the World (doslovně česky „Poznámkách k vyprávění pana Forstera o poslední plavbě kapitána Cooka kolem světa“) zveřejnil mnohá tvrzení, která podnítila vznik Reply to Mr Wales's Remarks („Odpovědi na poznámky pana Walese“), v níž Georg svého otce proti útokům bránil. plavba přinesla Georgovi Forsterovi velkou slávu, zejména v Německu. Je považována za stěžejní knihu cestopisné literatury a také za knihu, která významně ovlivnila cestovatele Alexandra von Humboldta.

## Pozadí

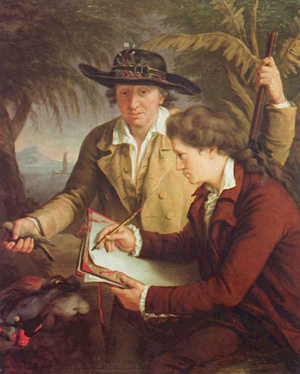
Portrét Dr. Johanna Reinholda Forstera a jeho syna George Forstera, autor John Francis Rigaud, Londýn cca 1780. Rostlina na okraji klobouku je Forstera sedifolia a pták v ruce Reinholda Forstera je Medosavka novozélandská, lokalizující scénu na Nový Zéland. Obraz se však běžně nazývá Reinhold a George Forsterovi na Tahiti nebo podobně. V roce 1781 byl vystaven v Královské akademii umění pod názvem Portrét doktora Fostera a jeho syna na ostrově Otaheite.

Londýnská Královská společnost navrhla první plavbu Jamese Cooka v letech 1768–1771, k jejímž hlavním cílům patřilo pozorování tranzitu Venuše na Tahiti. Na základě návrhů geografa Alexandra Dalrympla byl rozsah výpravy dále rozšířen na plavbu objevitelskou s cílem objasnit, zda Nový Zéland je či není součástí předpokládaného rozsáhlého jižního kontinentu – Terra Australis. Po Cookově návratu byla objednána druhá plavba s cílem obeplout zeměkouli co nejjižněji a konečně najít tento předpokládaný kontinent. Při přípravách na Cookovu druhou plavbu byl Joseph Banks, botanik z první plavby, určen jako hlavní vědecký člen posádky. Požádal o zásadní změny na expediční lodi HMS Resolution, kvůli nimž se loď stala těžkou a musela být z větší části rozebrána. Následně, nespokojen s lodí, Banks 24. května 1772 oznámil, že odmítá na výpravu odjet.
Námořní chirurg a vynálezce Charles Irving dne 26. května navštívil Johanna Reinholda Forstera, který se již neúspěšně pokoušel stát se členem Banksova vědeckého doprovodu, a Forstera informoval o Banksově rozhodnutí. Při této příležitosti se jej rovnou zeptal, zda by nejel místo něj. Forster souhlasil, ale požádal, aby ho jakožzo asistent doprovázel jeho sedmnáctiletý syn Georg. Irving o tomto zpravil prvního tajemníka admirality sira Philipa Stephena. Podporu Forsterovy účasti vyslovil i viceprezident Královské společnosti Daines Barrington, Forsterův přítel. První lord admirality lord Sandwich získal 5. června královský souhlas s Forsterovou účastí na výpravě, čímž zároveň předešel pokusům nespokojeného Bankse přinutit admiralitu, aby vyhověla jeho nesplněným požadavkům. Stále bylo třeba vyřešit finanční otázky. Barrington se pokusil zajistit pro Forstera 4000 liber, které parlament schválil pro Banksova budoucího společníka Jamese Linda. Poté, co lord Sandwich doporučil Forstera ministerskému předsedovi lordu Northovi jako „jednu z nejvhodnějších osob v Evropě pro takový podnik“ a zmínil se o Georgovi jako o „velmi schopném kreslíři a konstruktérovi“, získal lord North nakonec králův souhlas s platbou 1795 liber za vybavení, kterou Forster obdržel 17. června jako první splátku z oněch 4000 liber. Navíc, přestože neměl písemnou smlouvu a spoléhal pouze na Barringtonovo slovo, věřil Reinhold Forster, že mu bude posléze dovoleno vydat knižní vyprávění o cestě.
Druhá plavba Jamese Cooka začala 13. července 1772 vyplutím lodí Resolution a Adventure z Plymouthu. Kromě plavby k mysu Dobré naděje a zpět lze cestu rozdělit na „tři plavby po ledovém okraji“ během léta na jižní polokouli, kdy se Cook pokoušel najít Terra Australis, přerušené „tropickými plavbami“ v jižním Pacifiku a pobyty na základně na Novém Zélandu. Přestože nedosáhli pevninské Antarktidy, uskutečnili 17. ledna 1773 první zaznamenaný přechod polárního kruhu. Objevili Novou Kaledonii, Jižní Georgii a Jižní Sandwichovy ostrovy. Nakonec se Cookova loď 30. července 1775 vrátila do Anglie. Výtah z jednoho z Forsterových dopisů Barringtonovi shrnuje Banksovy úspěchy takto: „260 nových rostlin, 200 nových živočichů - 71° 10' nejvzdálenější sv. délky - žádný kontinent - mnoho ostrovů, dlouhých asi 80 mil - divoch Bola Bola je [ne]opravitelný blbec - slavná plavba - žádný člověk neztratil život kvůli nemoci“.

## Spor opublikační práva
Po návratu Cookovy výpravy došlo ke sporu o to, kdo by měl napsat oficiální zprávu o cestě. Po Cookově první plavbě v roce 1768 sestavil zprávu spisovatel a editor John Hawkesworth pomocí Cookových a Banksových deníků. Lordu Sandwichovi ho doporučil jejich společný přítel Charles Burney a dostal za to odměnu 6 000 liber. Hawkesworthova zpráva byla kritikou špatně přijata. Cook byl také nespokojen s hrubými nepřesnostmi ve zprávě, kterou podle Hawkeswortha schválil. Po této zkušenosti se Cook rozhodl vydat vlastní zprávu. Reinhold Forster věřil, že mu bude umožněno napsat oficiální zprávu o plavbě a sklidit za ni očekávanou finanční odměnu. Cook i Forster si za tímto účelem vedli deníky a v zimě 1775-76 je přepracovali. V dubnu 1776 Sandwich zprostředkoval kompromis, s nímž obě strany souhlasily: Cook napíše první díl, který bude obsahovat vyprávění o cestě, námořní pozorování a jeho vlastní poznámky o domorodcích. Starší Forster měl napsat druhý svazek týkající se objevů učiněných v oblasti přírodovědy a etnologie a „svých filozofických poznámek“. Náklady a zisk si měli rozdělit rovným dílem, ale rytiny měla zaplatit Admiralita. Když však Forster dokončil ukázkovou kapitolu, Sandwich s ní nebyl spokojen a požádal Richarda Owena Cambridge, aby rukopis přepracoval. Forster, který se mylně domníval, že Barrington chce jeho práci opravit, byl tímto zásahem do svého psaní rozzuřen a odmítl své návrhy k opravám předložit. Nabídl Admiralitě prodej svých rukopisů za 200 liber, což Cook a Barrington podpořili, ale Sandwich odmítl. V červnu 1776 bylo rozhodnuto, že Cook vydá svou zprávu sám, čímž získal plný finanční prospěch z publikace. Dohody Reinholda Forstera se Sandwichem mu znemožnily vydat samostatné vyprávění.

## Tvorba a zveřejnění

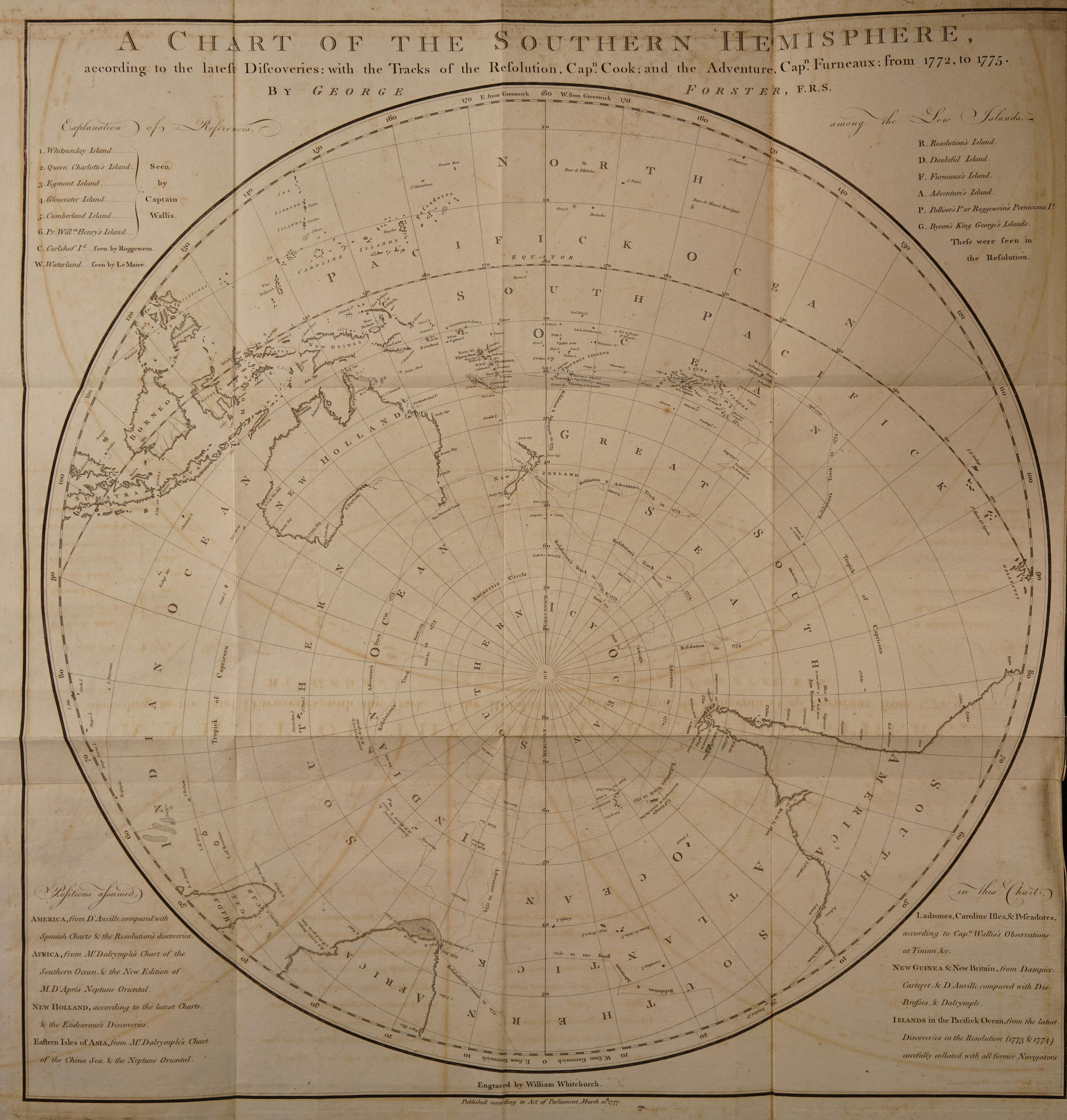
Mapa jižní polokoule Georga Forstera, kterou vyryl William Whitchurch, březen 1777

Georg Forster nebyl vázán smlouvami svého otce s Admiralitou a v červenci 1776 začal psát A Voyage Round the World, která ho plně zaměstnala na celých devět měsíců. Hlavním zdrojem pro toto dílo byly deníky jeho otce. Fakta o běžných denních činnostech a pozorováních jsou obvykle převzata z těchto deníků, ale přepracována do Georgova vlastního stylu, s jiným řazením detailů a dalším spojovacím materiálem. Některé části byly založeny na segmentech Cookových deníků, k nimž Forsterův otec získal přístup při přípravě ukázek pro lorda Sandwiche. Georg použil své vlastní poznámky a vzpomínky, včetně vlastního memoranda Observationes historiam naturalem spectantes quas in navigationes ad terras australes institutere coepit G. F. mense Julio, anno MDCCLXXII (doslovně česky „Pozorování přírodní historie, která G. F. začal zavádět při plavbách do jižních zemí v červenci 1772, které obsahuje botanická a biologická pozorování do 1. ledna 1773“).
Na rozdíl od systematického přístupu pozdější knihy Johanna Reinholda Forstera Observations Made during a Voyage round the World (doslovně česky Pozorování učiněná během plavby kolem světa) je A Voyage round the World chronologií plavby, ale je psána jako zábavná literatura, včetně použití citátů z klasické literatury k zarámování vyprávění, namísto „suchého shromažďování“ faktů. Patří k prvním knihám, které používají tyto vědecko-literární postupy, a je považována za zásadní knihu v dějinách cestopisné literatury a je označována za „jednoznačně nejlepší z Cookových vyprávění o plavbě“. Rukopis knihy redigoval oxfordský astronom Thomas Hornsby, Georg Forster pro ni nakreslil mapu, kterou pak vyryl William Whitchurch. Zobrazuje většinu jižní polokoule ve stereografické projekci od průsečíku polárního kruhu a greenwichského poledníku. Mapa ukazuje trasy plavby lodí zřetelněji než tomu bylo v případě mapy otištěné v Cookově zprávě, která zahrnovala i trasy plaveb jiných mořeplavců. Reinhold Forster se pokusil získat přístup k deskám s rytinami, které byly vytvořeny pro Cookovu zprávu, ale vydavatelé k tomu nesvolili. Georg nicméně viděl korektury těchto desek, které byly v Cestě často zmiňovány a komentovány.
Kniha vyšla 17. března 1777, vytištěna ve dvou svazcích o celkovém rozsahu 1200 stran nakladatelem Benjaminem Whitem. Cookova oficiální zpráva o plavbě, A Voyage Towards the South Pole and Round the World (doslovně česky „Cesta k jižnímu pólu a kolem světa“), vyšla o šest týdnů později. Cookova kniha obsahovala 63 mědirytů, z nichž některé vycházely z kreseb Georga Forstera, zatímco A Voyage round the World nebyla kromě mapy ilustrována. Přesto se obě knihy prodávaly za stejnou cenu 2 guinejí. Forsterova kniha se prodávala pomalu; v roce 1778 se ještě neprodalo 570 z přibližně 1000 výtisků a Forsterovi museli prodat většinu své sbírky tichomořských artefaktů a Georgových kreseb, aby alespoň zmírnili své dluhy. Některé z kreseb byly zveřejněny až v roce 2007, kdy se objevily v ilustrovaném německém vydání Voyage.

## Obsah

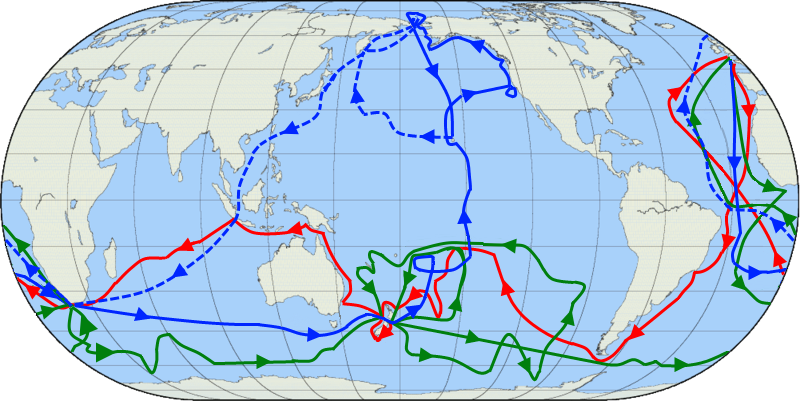
Plavby Jamese Cooka: první – červená, druhá – zelená, třetí – modrá

Kniha je strukturována jako cestopis, který chronologicky popisuje události a postřehy z této cesty. Na rozdíl od Cookovy zprávy se nezaměřuje na námořní aspekty cesty, ale na vědecká a etnologická pozorování. Forster popisuje setkání s národy a kulturami jižních moří a zhoubný vliv kontaktu s evropskými mořeplavci. Mezi popisované národy patří Tahiťané, Maorové z Nového Zélandu a Fuegiové z Ohňové země, jejichž technologie a společenství Forster analyzoval a porovnával.
Následuje shrnutí obsahu jednotlivých kapitol po cestě lodi Resolution pod Cookovým vedením, kterou po část cesty doprovázela loď Adventure pod velením Tobiase Furneauxe.

### Předmluva
| „ | Na náklady národa byl vybrán největší mořeplavec své doby, dva schopní astronomové, vědec, který studoval přírodu ve všech jejích zákoutích, a malíř, který kopíroval některé z jejích nejpodivuhodnějších výtvorů. Po skončení své plavby připravili zprávu o svých objevech, která nemůže nekorunovat, přinejmenším jejich zaměstnavatele, nesmrtelnou ctí. | “ |

Forster vysvětluje historii tohoto díla, včetně dohod mezi jeho otcem, Cookem a Sandwichem. Pokračuje omluvou za to, že vytvořil samostatné dílo, které se liší od díla Cookova, a podává zprávu o životě tahitského rodáka Omaie v Anglii, který do Evropy dorazil na Dobrodružství v roce 1774.

### Kniha I

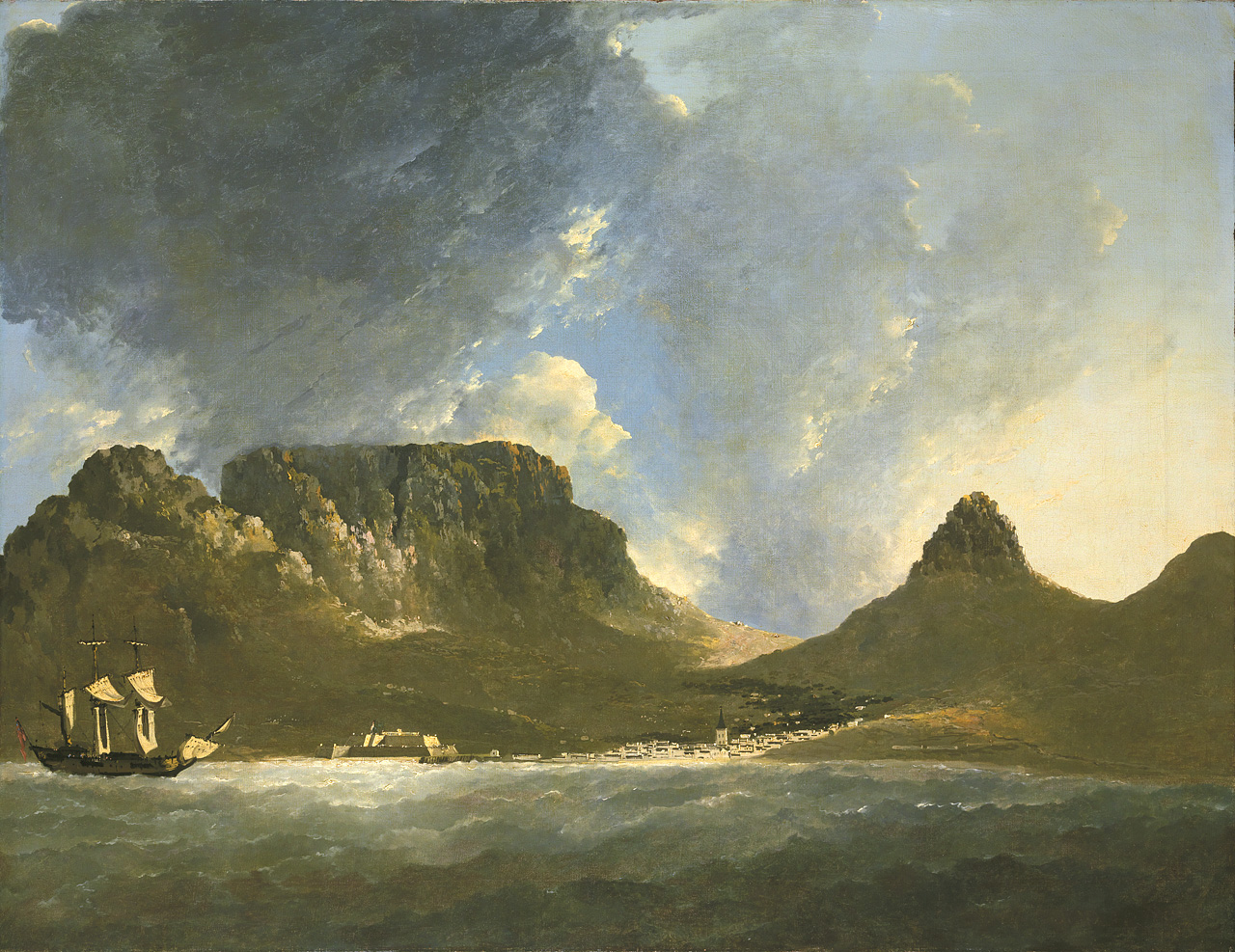
Pohled na mys Dobré naděje, pořízený na místě, z paluby lodi Resolution, obraz William Hodges, 1772

#### Kapitola I. Odjezd - cesta zPlymouthu na Madeiru - popis ostrova
Forsterovi cestují z Londýna do Plymouthu. Po dokončení posledních prací na lodi Resolution je zahájena plavba po moři. Plaví se podél pobřeží Španělska, pak tráví několik dní na Madeiře. Forster popisuje ostrov na několika stránkách.

#### Kapitola II. Plavba zMadeiry na Kapverdské ostrovy a odtud kmysu Dobré naděje
Plavba vede kolem Kanárských ostrovů, poté překračuje obratník Raka. Navštíví Kapverdy. Forster komentuje jeho obyvatele a jejich bídu, kterou dává za vinu „despotickým guvernérům, bigotním kněžím a indolenci lisabonského dvora“. Cestou na jih se setkávají s delfíny, létajícími rybami a světélkujícími mořskými tvory.

#### Kapitola III. Pobyt na mysu Dobré naděje - vyprávění otéto osadě
Cestovatelé stráví tři týdny v Kapském Městě. Forster popisuje kolonii, kterou považuje za mnohem lepší než portugalskou kolonii na Kapverdách. Setkávají se s Andersem Sparrmanem, švédským přírodovědcem, který souhlasí, že je bude doprovázet.

#### Kapitola IV. Plavba od mysu kantarktickému kruhu; první sezóna strávená ve vzdálených jižních zeměpisných šířkách - příjezd na pobřeží Nového Zélandu

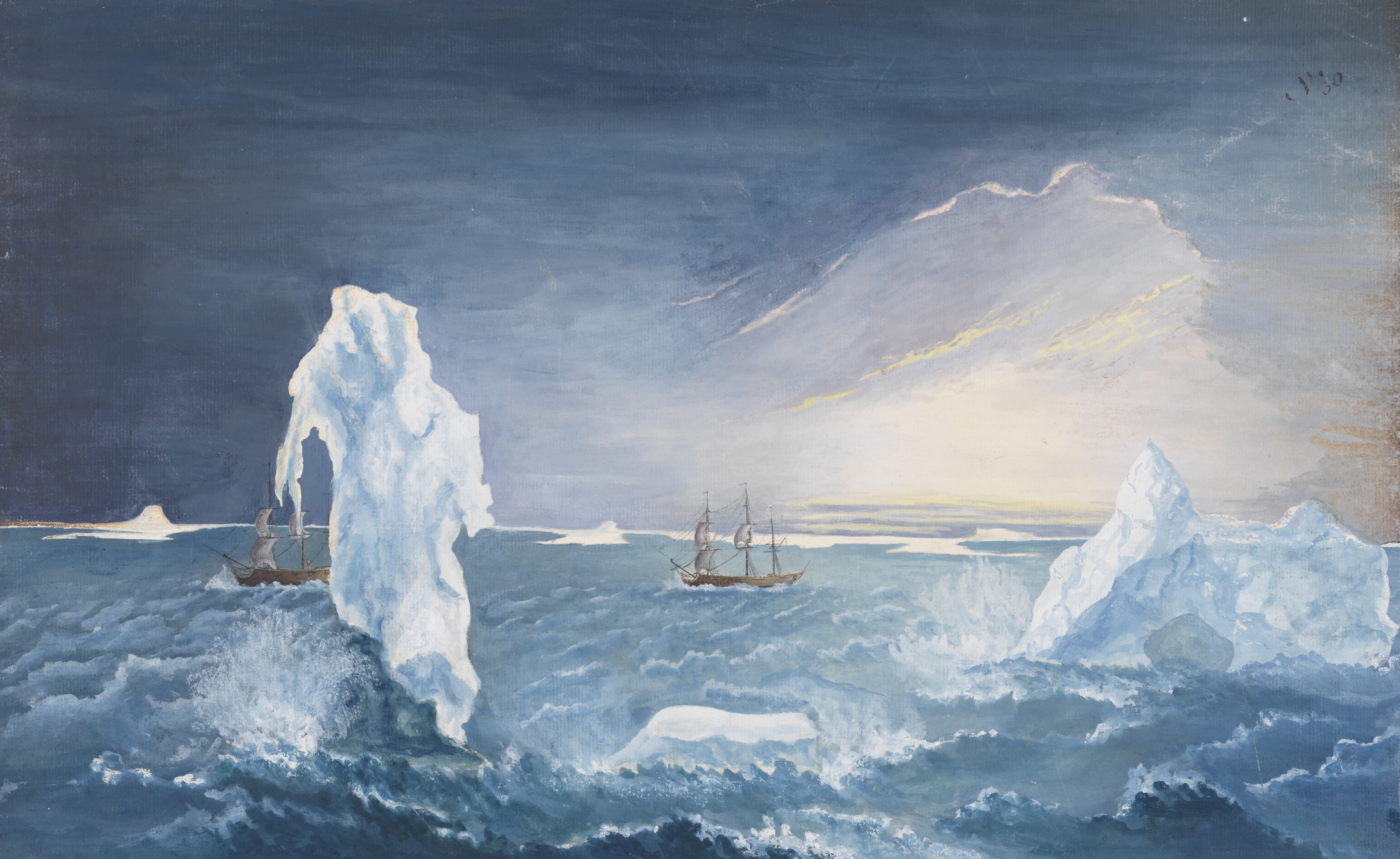
Ledové ostrovy, kvaš, Georg Forster, 1773

Plavba na jih, do neznámých vod. Počasí se ochlazuje, a tak Cook námořníky vybavuje teplým oblečením. Na 51° 5' jižní šířky narazí na ledové hory. William Wales a Forsterův otec se v malém člunu ztratí v mlze, ale nakonec se jim podaří vrátit na loď. Námořníci jsou na Vánoce opilí. Na palubu přivezou led, který je třeba rozpustit. Dne 17. ledna 1773 překročí antarktický kruh:
| „ | Dne 17. července jsme v dopoledních hodinách překročili antarktický kruh a postoupili do jižního mrazivého pásma, které dosud zůstávalo pro všechny navigátory neprostupné. ... Kolem páté hodiny odpoledne jsme spatřili více než třicet velkých ledových ostrovů na čele a nad obzorem jsme zahlédli silný bílý odlesk z oblohy. Brzy nato jsme proplouvali obrovským množstvím rozbitého ledu, který vypadal medově rozbředlý a spředený a měl špinavou barvu. Neustále kolem nás houstl, takže moře bylo velmi klidné, ačkoli foukal čerstvý vítr jako předtím. Za ním se k jihu táhlo obrovské pole pevného ledu, kam až oko z čela stěžně dohlédlo. Když kapitán Cook viděl, že tudy nelze dále pokračovat, přikázal lodím, aby se obrátily a po dosažení 67° 15' jižní šířky se vydaly severovýchodním směrem, kde se na všech stranách objevilo mnoho velryb, sněžných, šedých a antarktických plejtváků. | “ |

Plavba pokračuje směrem na východ s občasnými pokusy o plavbu dále na jih. Ztrácejí kontakt s lodí Adventure. Několik námořníků trpí příznaky kurdějí. Na Nový Zéland připlouvají koncem února, „po čtyřech měsících a dvou dnech, mimo dohled pevniny“.

#### Kapitola V. Pobyt vzátoce Dusky Bay; popis a vyprávění otom, co jsme tam dělali

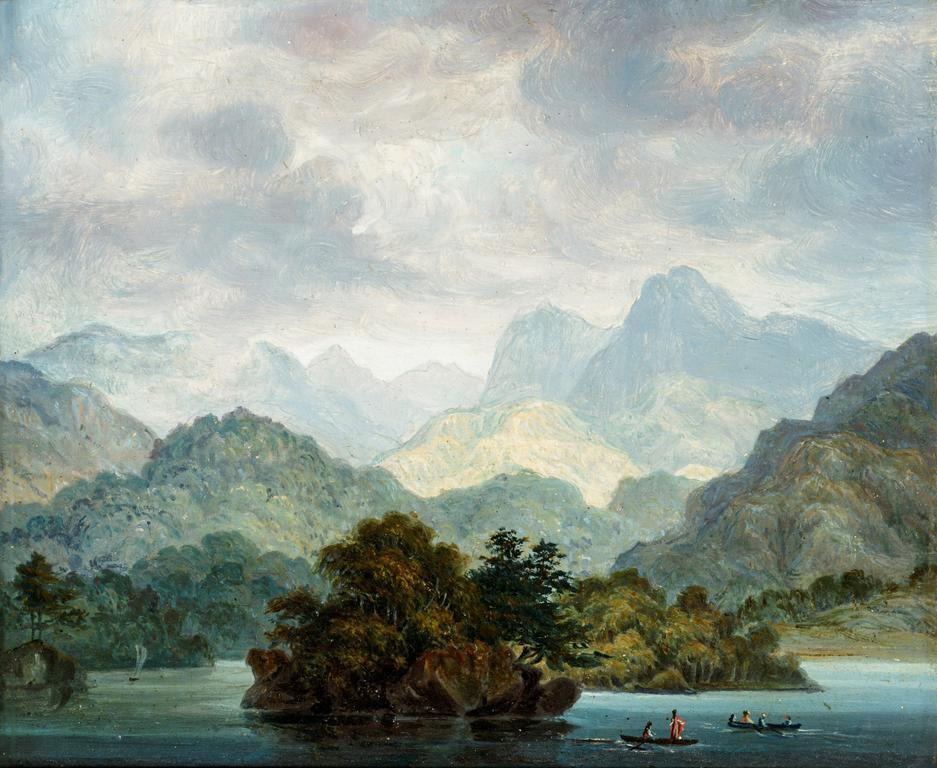
Dusky Bay na Novém Zélandu, obraz Williama Hodgese, duben 1773

Resolution připlouvá do Dusky Bay, kde se setkává s několika domorodci a podniká několik výprav. Je zde spousta ryb a mnoho kachen k lovení. Několik husí zde ale nechávají na hnízdění a doplňují zásoby vody a dřeva. Několik dní zůstávají na Long Islandu. Po šesti týdnech pobytu v této oblasti Forster uzavírá:
| „ | Podnebí v Dusky Bay je, musím přiznat, jeho největší nepříjemností a nikdy nemůže být považováno za příznivé pro zdraví. Za celou dobu našeho pobytu jsme měli pouze jeden týden trvale pěkné počasí, po zbytek času převládal déšť. Možná však, že pro Angličany bylo zdejší podnebí méně škodlivé než pro jiné národy, protože je obdobou jejich vlastního. | “ |

#### Kapitola VI. Plavba ze zálivu Dusky Bay do Queen Charlotte'sSound - spojení sAdventure.- Transakce během našeho tamního pobytu.
Cestovatelé se setkávají s vodní smrští. V Queen Charlotte Sound se k nim připojuje Adventure a Forster podává zprávu o cestě na Nový Zéland přes Tasmánii. Opět podnikají několik výprav, včetně jedné na další Long Island, kde Cook nechává zasít několik semen. Forster komentuje geologii a dochází k závěru, že na Novém Zélandu existují sopky. Obchodují s domorodci a zvou je na palubu lodi a domorodé ženy, které nejsou vdané, jsou nuceny k prostituci:
| „ | Naše mužstvo, které od odjezdu z Mysu nepřišlo do styku se ženami, shledalo tyto dámy velmi přívětivými; ... Jejich přízeň však nezávisela na jejich vlastních náklonnostech, ale muži, jakožto absolutní páni, se vždy museli předem poradit; pokud byl za jejich svolnost dán hřebík, košile nebo podobný dárek, mohla dáma svého milence obšťastnit a sama si vymoci, pokud to bylo možné, honorářem v podobě jiného dárku. Některé z nich se však této odporné prostituci podvolily s nechutí a nebýt autority a výhrůžek ostatních mužů, nevyhověly by přání skupiny mužů, kteří bezstarostně přihlíželi jejich slzám a poslouchali jejich nářky. ... Povzbuzeni výnosností tohoto hanebného obchodu procházeli novozélandští obyvatelé celou lodí a nabízeli své dcery a sestry každému muži do náruče výměnou za naše železné nástroje, o nichž věděli, že je není možné koupit za výhodnější cenu. | “ |

Forster komentuje morální rozklad, který Evropané způsobili domorodcům. Cestovatelé stráví v těchto oblastech ještě několik dní, hovoří s domorodci a Cook jednomu z nich ukáže zahradu se semeny na Long Islandu.

#### Kapitola VII. Plavba zNew Zeelandu do O-Taheitee
Lodě proplouvají Cookovým průlivem a stáčí se na severovýchod. Forster informuje o konzumaci psího masa a o relativně lepším zdravotním stavu posádky na palubě Resolution ve srovnání s Adventure.

#### Kapitola VIII. Zakotvení vpřístavu O-Aitepeha na menším poloostrově O-Taheitee - popis našeho pobytu vněm - přesun do zátoky Matavai
Forster popisuje příjezd na Tahiti:
| „ | Bylo jedno z těch krásných rán, která se pokoušeli popsat básníci všech národů, když jsme spatřili ostrov O-Taheite, vzdálený dvě míle před námi. Východní vítr, který nás unášel tak daleko, zcela zmizel a slabý vánek jen roznášel lahodnou vůni z pevniny a čeřil hladinu moře. Hory, zahalené do lesů, se majestátně tyčily v různých spirálovitých tvarech, na nichž jsme již vnímali světlo vycházejícího slunce: blíže k oku se objevilo nižší pásmo kopců, snadněji stoupající, zalesněné stejně jako ty předchozí a zbarvené několika příjemnými odstíny zelené, střízlivě promíšené podzimní hnědí. Na jejich úpatí se rozkládala planina, korunovaná úrodnými chlebovníky, nad nimiž se tyčily nesčetné palmy, princové těchto hájů. Tady se zdálo, že všechno ještě spí, ráno sotva začalo svítat a na krajině stále spočíval poklidný stín. | “ |

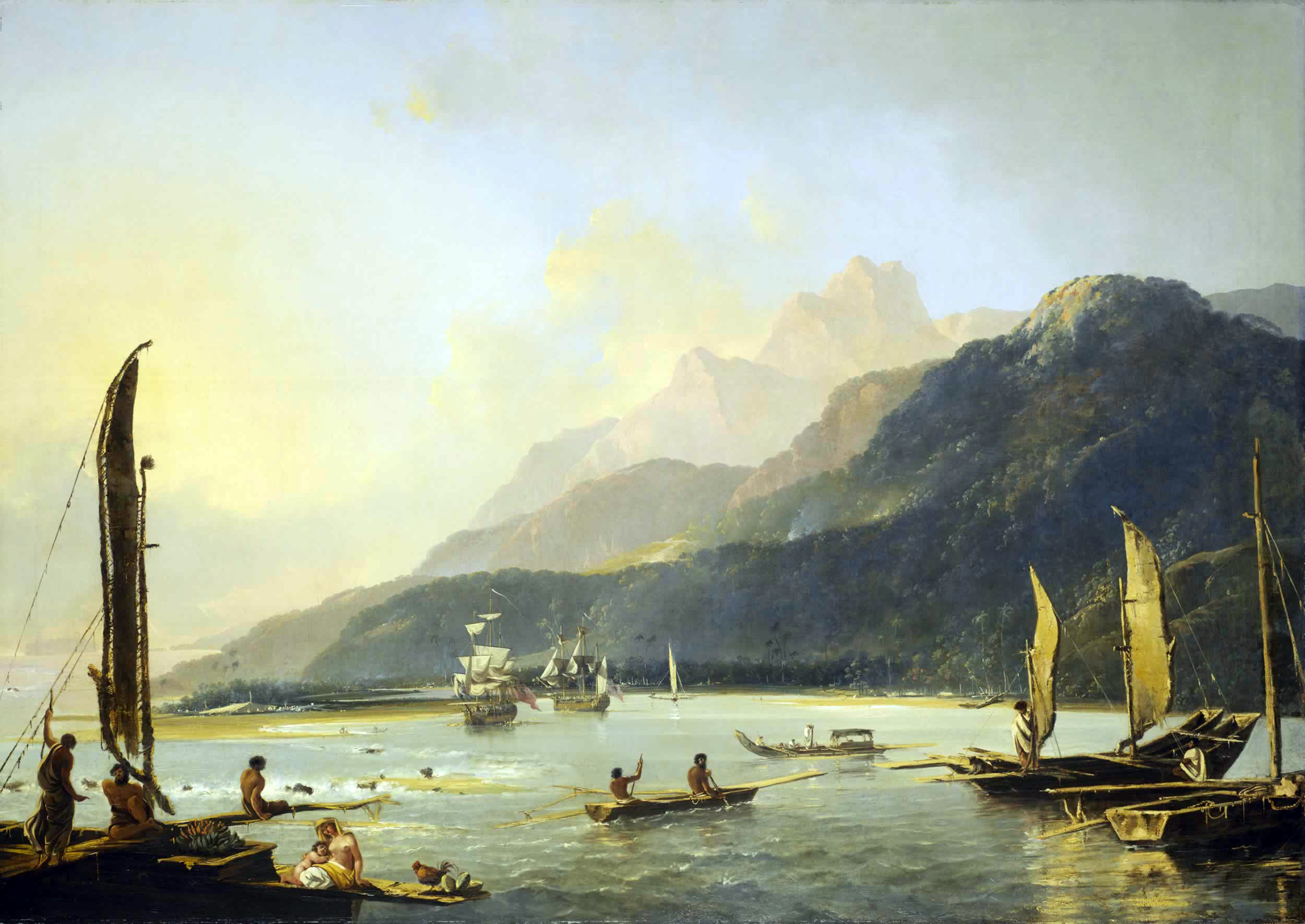
Pohled na zátoku Maitavie, Otaheite, autor William Hodges, 1776. Resolution a Adventure jsou k vidění v Matavai Bay

Domorodci jsou přátelští a přicházejí k lodi neozbrojeni a v hojném počtu. Forster zjistí, že jazyk se velmi snadno vyslovuje, a všimne si, že písmeno "O", kterým zřejmě začíná mnoho slov, je jen člen.
| „ | Odpoledne se kapitáni v doprovodu několika dalších mužů poprvé vydali na břeh, aby navštívili O-Aheatua, kterého všichni domorodci uznávali jako aree neboli krále. Mezitím nás obklopilo množství kánoí, které čile obchodovaly se zeleninou, ale hlavně s velkým množstvím látek, které se na ostrově vyrábějí. Paluby byly rovněž plné domorodců, mezi nimiž bylo i několik žen, které bez problémů podlehly náruživým prosbám našich námořníků. Zdálo se, že některým ženám, které za tímto účelem přišly na palubu, není více než devět nebo deset let a nemají nejmenší známky puberty. Zdá se, že tak brzké seznámení se světem svědčí o neobvyklém stupni smyslnosti a nemůže nepůsobit na celý národ. Důsledkem, který mi byl okamžitě zřejmý, byla nízká postava obyčejných lidí, k nimž všechny tyto prostituující se dívky patřily. | “ |

Pokračují v obchodování a po Cookově zabavení kánoe se vyřeší incident krádeže. Forsterovi se vydají na břeh sbírat rostliny a domorodci jim pomáhají, ale neprodávají jim vepře s tím, že ty patří králi. Nadále se těší pohostinnosti domorodců a setkávají se s velmi tlustým mužem, který se zdá být vůdcem. O několik dní později je Cookovi a jeho posádce udělena audience u místního náčelníka, které se účastní 500 domorodců. Forster podává zprávu o nedávné politické historii. Pokračují do zátoky Matavai, kde Cook pobýval při své předchozí návštěvě Tahiti.

#### Kapitola IX. Vyprávění onašich obchodech vMatavajské zátoce.

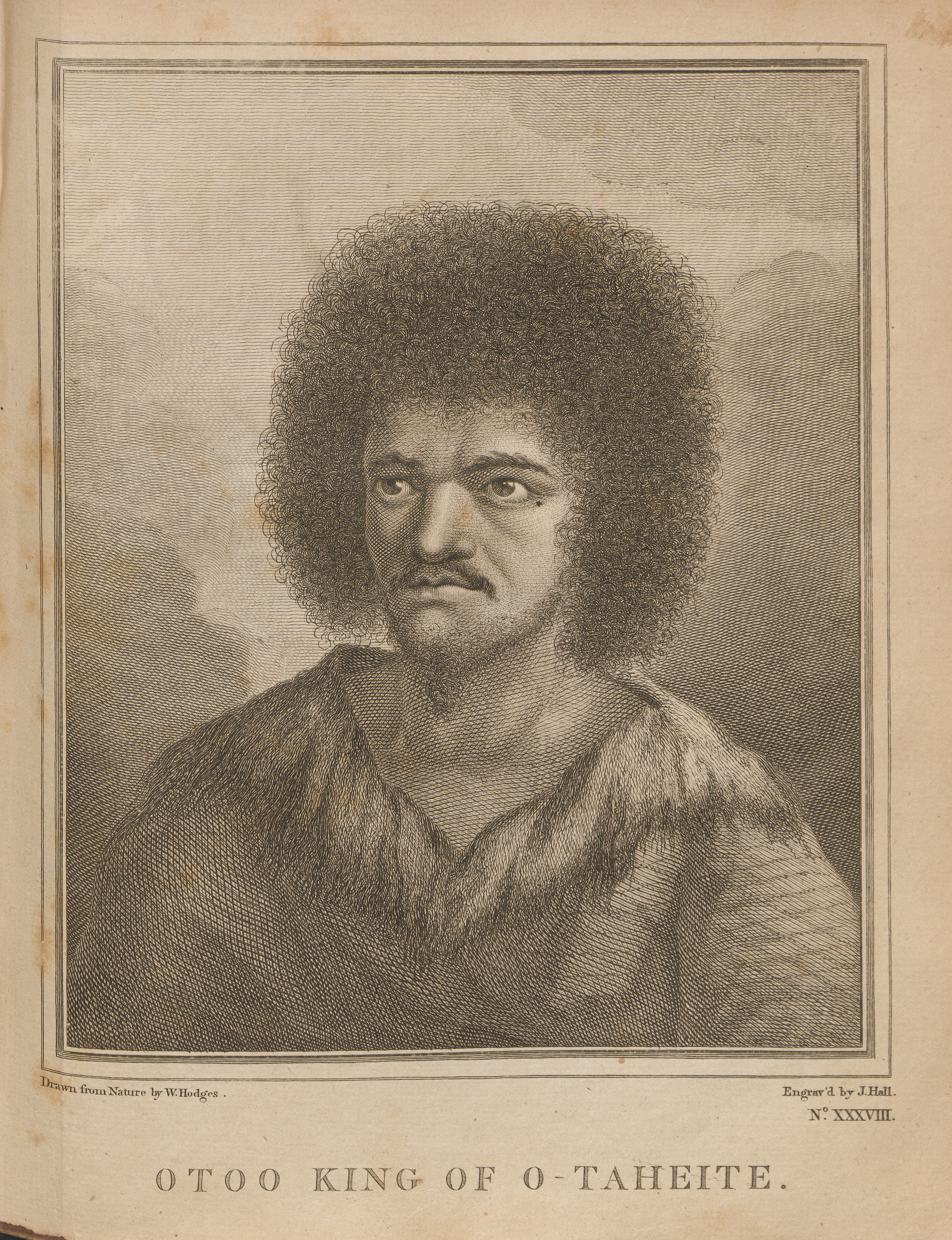
Otoo, King of O-taheite, autor William Hodges, rytina J. Hall, z Cookovy zprávy z roku 1777. Otoo, správněji nazývaný Tu, později založil dynastii Pōmare a stal se Pōmare I, prvním králem sjednoceného království Tahiti.

Cestovatelé se setkávají s místním králem O-Too. Následuje výměna darů, včetně několika živých zvířat. Při výletech se Forsterovi setkávají s další pohostinností, včetně druhu osvěžující masáže. Po dvou týdnech opouštějí Tahiti a Forster si všímá tahitské společnosti, kterou vnímá jako rovnější než anglickou, a přitom v ní stále existují třídní rozdíly.

#### Kapitola X. Vyúčtování našich obchodních transakcí na ostrovech Společnosti.
Forster uvádí, že někteří námořníci se na Tahiti nakazili pohlavními chorobami z pohlavních styků. Dorazí na Huahine a tam se koná uvítací ceremoniál pro Cooka. Na výletě si Forster a Sparrman všimnou ženy, která kojí štěně; po dotazu zjistí, že přišla o dítě. Jsou popsány kontakty s místním náčelníkem Oree. Brzy poté na Bora-Bora zastřelí několik ledňáčků, z čehož jsou ženy nešťastné, a místní náčelník je žádá, aby ledňáčky ani volavky nezabíjeli, zatímco jiné druhy jim dovolí střílet. S domorodci diskutují o okolních ostrovech. Forster popisuje taneční představení. Navštíví O-Tahu a Forster popisuje hostinu, místní alkoholické nápoje a další taneční vystoupení.

### Kniha II

#### Kapitola I. Přesun ze Společenských ostrovů na Ostrovy přátelství spopisem tamních událostí.
Plně zásobeni a s posádkou, která je až na pohlavní choroby zdravá, pokračují cestovatelé na východ. Cook objevuje Herveyho ostrov. Na ostrově Middelburg se setkávají s domorodci. Forster kritizuje související obrázky Hodgese a Sherwina. Domorodci jim zpívají píseň, jejíž přepis je uveden v knize. Forster komentuje domy obyvatel a jejich stravu a popisuje jejich tetování a piercingy v uších. Protože je zde málo příležitostí k obchodu, pokračují na Tongatapu. I zde jsou domorodci přátelští a Forster se setkává s jedním z jejich kněží. Během dne se na palubě lodi prostituuje mnoho žen, všechny jsou svobodné. Forster popisuje lodě domorodců a jejich zvyk barvit si vlasy pudrem. Kněz je viděn, jak pije omamný nápoj na bázi kavy a o část se dělí s cestujícími. Forster srovnává Tahiťany a Tongany.

#### Kapitola II. Cesta zPřátelských ostrovů na Nový Zéland - odloučení od dobrodružství - druhý pobyt vQueen Charlotte'sSound
Lodě plují zpět na Nový Zéland, kde jim někteří domorodci v Hawke's Bay předvedou válečný tanec. V průjezdu Cookovým průlivem na západ jim brání bouře a prožijí strašlivou noc, během níž je většina lůžek pod vodou a Forsterovi slyší nadávky námořníků, „a ani jediné zamyšlení neudrželo uzdu jejich rouhavým jazykům“. Ztratí Dobrodružství z dohledu, ale nakonec se jim podaří proplout Cookovým průlivem a vrátit se do Queen Charlotte's Sound na Jižním ostrově. Forster popisuje různé obchody a výlety a komentuje zacházení se ženami:
| „ | U všech divokých národů se se slabším pohlavím špatně zachází a platí právo silnějšího. Jejich ženy jsou pouhými dělnicemi, které připravují oděv a obstarávají obydlí, vaří a často sbírají jídlo, a jsou odměňovány ranami a nejrůznějšími druhy krutosti. Na Novém Zélandu se zdá, že tuto tyranii dovádějí až do krajnosti, a muži se od nejútlejšího věku učí pohrdat svými matkami, což odporuje všem našim morálním zásadám. | “ |

Člen lodi koupí hlavu oběti nedávné rvačky a vezme ji na palubu, kde ji ostatní domorodci snědí, což dokazuje, že na Novém Zélandu existuje kanibalismus. Forster popisuje smíšené reakce členů posádky na palubě; nejvíc šokovaný je Mahine, rodák z Bora-Bora, který je doprovází. Vezmou si zásoby na další cestu s „nadějí, že během příštího nehostinného léta dokončí cestu kolem jižního pólu ve vysoké zeměpisné šířce a do osmi měsíců se vrátí do Anglie“.

#### Kapitola III. Druhý úsek směrem kdalekým jižním zeměpisným šířkám od Nového Zélandu kVelikonočnímu ostrovu.

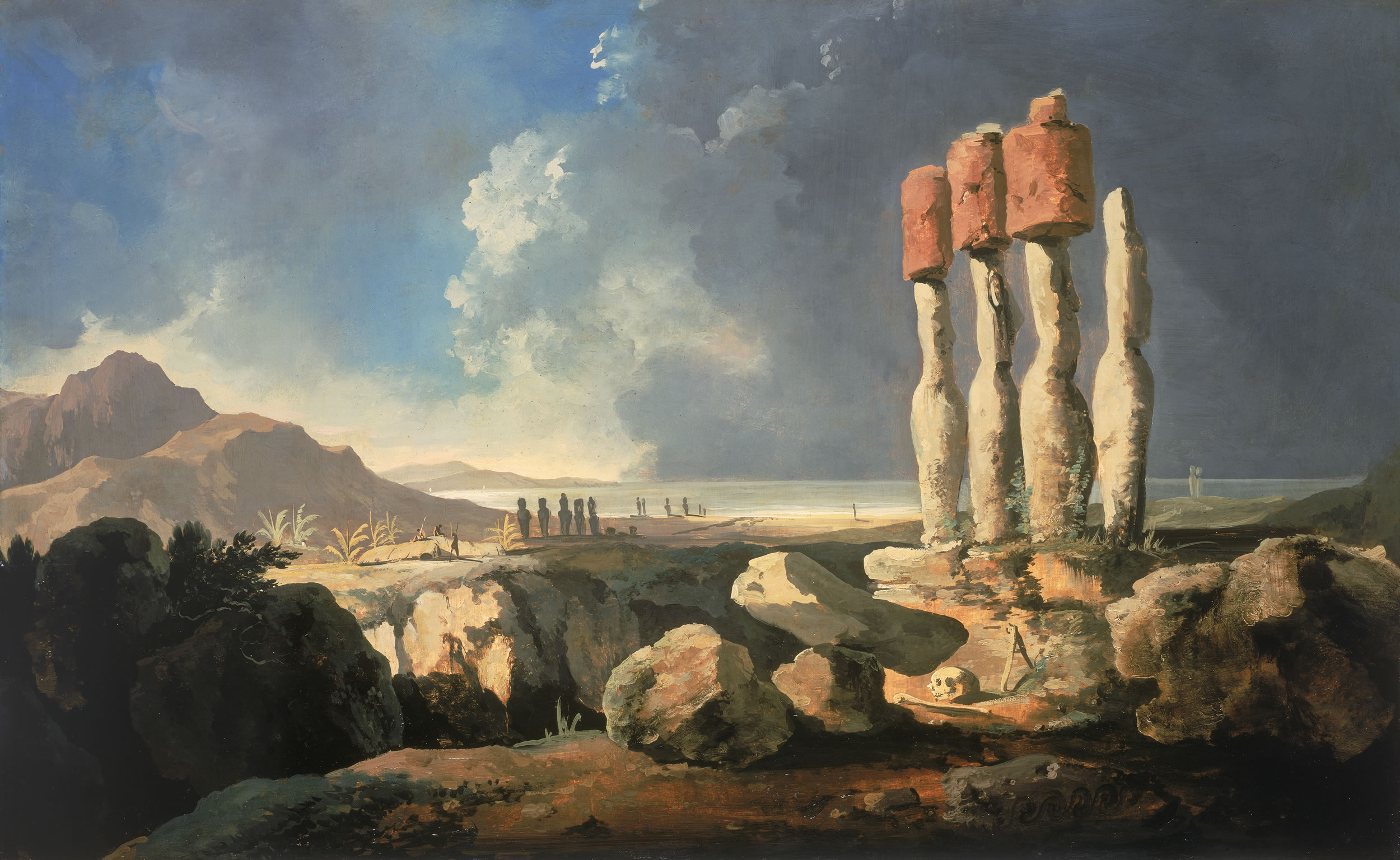
A View of the Monuments of Easter Island, William Hodges, cca 1776

Resolution pluje na jih. Forster popisuje Mahinovu reakci na to, že poprvé vidí sníh, a na život na palubě. Prožívají Vánoce na polárním kruhu, přičemž jejich postup na jih často brzdí ledovcové hory. Vydávají se znovu na východ a na sever a nakonec „dokázali, že v Jižním moři v mírném pásmu neexistuje žádná velká pevnina nebo kontinent, a pokud vůbec existuje, pak jsme ho alespoň omezili na antarktický kruh“. Forster komentuje náročnost cesty. Když se opět stočí na jih, zastaví je na 71° 10' jižní šířky „pevné ledové pole nesmírné rozlohy“. Znovu se obracejí na sever k tropům; mnoho členů posádky trpí kurdějemi a kapitán dalšími nemocemi. Plují k Velikonočnímu ostrovu.

#### Kapitola IV. Vyprávění oVelikonočním ostrově a našem pobytu na něm.
Když cestovatelé připlují na Velikonoční ostrov, domorodci je zásobují čerstvými banány, které posádka s nedostatkem čerstvých zásob velmi uvítá. Obchod s domorodci není příliš úspěšný, protože toho nemají mnoho a někdy se pokoušejí podvádět. Námořníci si poměrně levně kupují sexuální služby. Forster cituje z deníku svého otce, který popisuje, že viděl moai (sochy) a setkal se s králem. Forster končí postřehem jejich společníka Mahina: „Lidé byli dobří, ale ostrov velmi špatný“.

#### Kapitola V. Plavba zVelikonočního ostrova na Markézy - pobyt vpřístavu Madre-de-Dios na Waitahoo - cesta odtud přes ostrovy na Taheitee.
Když pomalu plují na severozápad k Markézám, mnoho členů posádky včetně kapitána opět onemocní. Forsterův otec nechá zabít svého psa, aby Cookovi poskytl lepší potravu. Když dorazí k Markézám, vymění si s domorodci jídlo. Domorodce, který se pokusil krást, zastřelí jeden z důstojníků. Forster popisuje obyvatele a shledává je celkově velmi podobnými obyvatelům Společenských ostrovů. Odplouvají na Ostrovy krále Jiřího, objevují Palliserovy ostrovy a vracejí se na Tahiti.

#### Kapitola VI. Popis naší druhé návštěvy ostrova o-Taheitee

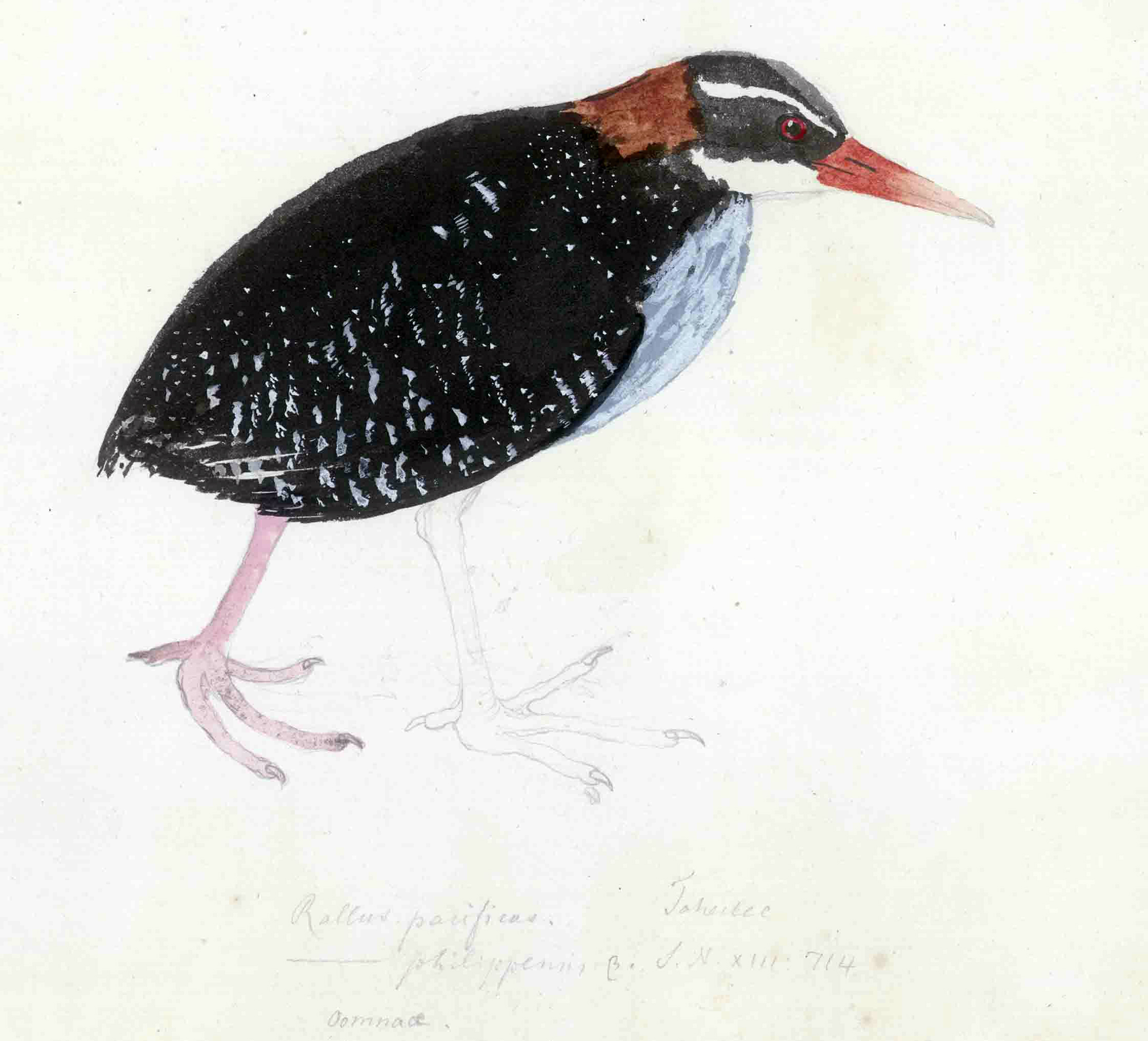
Vyhynulý Chřástal tahitský (Hypotaenidia pacifica), akvarel Georg Forster

Forster popisuje válečnou flotilu kánoí a některé zajímavosti z válečného zápolení. Červené peří je mezi domorodci vysoce ceněno, což vede k nabídkám prostituce od výše postavených žen než dosud. Mahine se ožení s tahitskou dívkou a svědkem obřadu je poddůstojník, který nemůže vyprávět žádné podrobnosti; Forster lituje ztracené příležitosti pozorovat místní zvyky. Forster popisuje nedávnou politickou a vojenskou historii ostrova. Na závěr srovnává život v Anglii a na Tahiti.

#### Kapitola VII. Druhý pobyt na Společenských ostrovech.
Na cestě z Tahiti na Huahine mají na palubě černého pasažéra. Po příjezdu na ostrov opět obchodují a dochází k různým incidentům spojeným s krádežemi. Setkávají se s arioi, uctívaným náboženským řádem lidí, kteří zůstávají bezdětní tím, že zabíjejí své novorozence. Ukáže se, že Mahine je členem tohoto řádu, ale nechá se přesvědčit, aby nezabíjel vlastní děti. Forster popisuje další setkání a další náboženství a kalendář domorodců.

#### Kapitola VIII. Odjezd ze Společnoských na Přátelské ostrovy
Při odjezdu ze Společenských ostrovů trpí asi polovina posádky pohlavními chorobami. Forster hovoří o jejich výskytu a uvádí, že nyní existuje důkaz, že existovaly i před kontaktem s Evropany. Objevují Palmerstonův ostrov, ale nevystupují na břeh. Pokračují na Niue, kde jsou napadeni a ustupují. Pokračují na Nomuku a další z Přátelských ostrovů, kde žijí lidé podobní těm na Tongatapu, a Forster popisuje jejich domy a obchod. Druhé výročí plavby námořníci oslavují pitím.

### Kniha III

Cookova mapa Nové Kaledonie a Nových Hebrid s názvem "Mapa objevů učiněných v jižním Pacifiku na lodi Jeho Veličenstva Resolution pod velením kapitána Cooka". 1774", deska III Cookovy knihy "Cesta k jižnímu pólu", svazek II, 1777.

#### Kapitola I. Vyprávění onašem pobytu na Mallicollu a objevení Nových Hebrid
Cestovatelé se plaví v okolí ostrovů Aurora, Lepers Island a Whitsun Island. Poté, co spatří sopku na Ambrymu, se obracejí k ostrovu Malakula, kde se střetávají s domorodci. Forster uvádí, že jejich jazyk se liší od všech jihomořských dialektů, s nimiž se setkali, zejména v používání souhlásek. Domorodci jsou popisováni jako inteligentní a vnímaví a je podán výklad o jejich tělesných úpravách a oděvu, o jejich jídle a bubnech. Když se cestovatelé plaví na jih, někteří z důstojníků trpí otravou po požití červené ryby. Objeví Shepherdovy ostrovy a poté Efate a pokračují na jih k Erromangu. Tam se pokusí přistát, aby získali čerstvou vodu, ale jsou napadeni domorodci. V noci spatří světlo sopky a pak zakotví v její blízkosti na ostrově Tanna.

#### Kapitola II. Náš pobyt na Tanně a odjezd zNových Hebrid

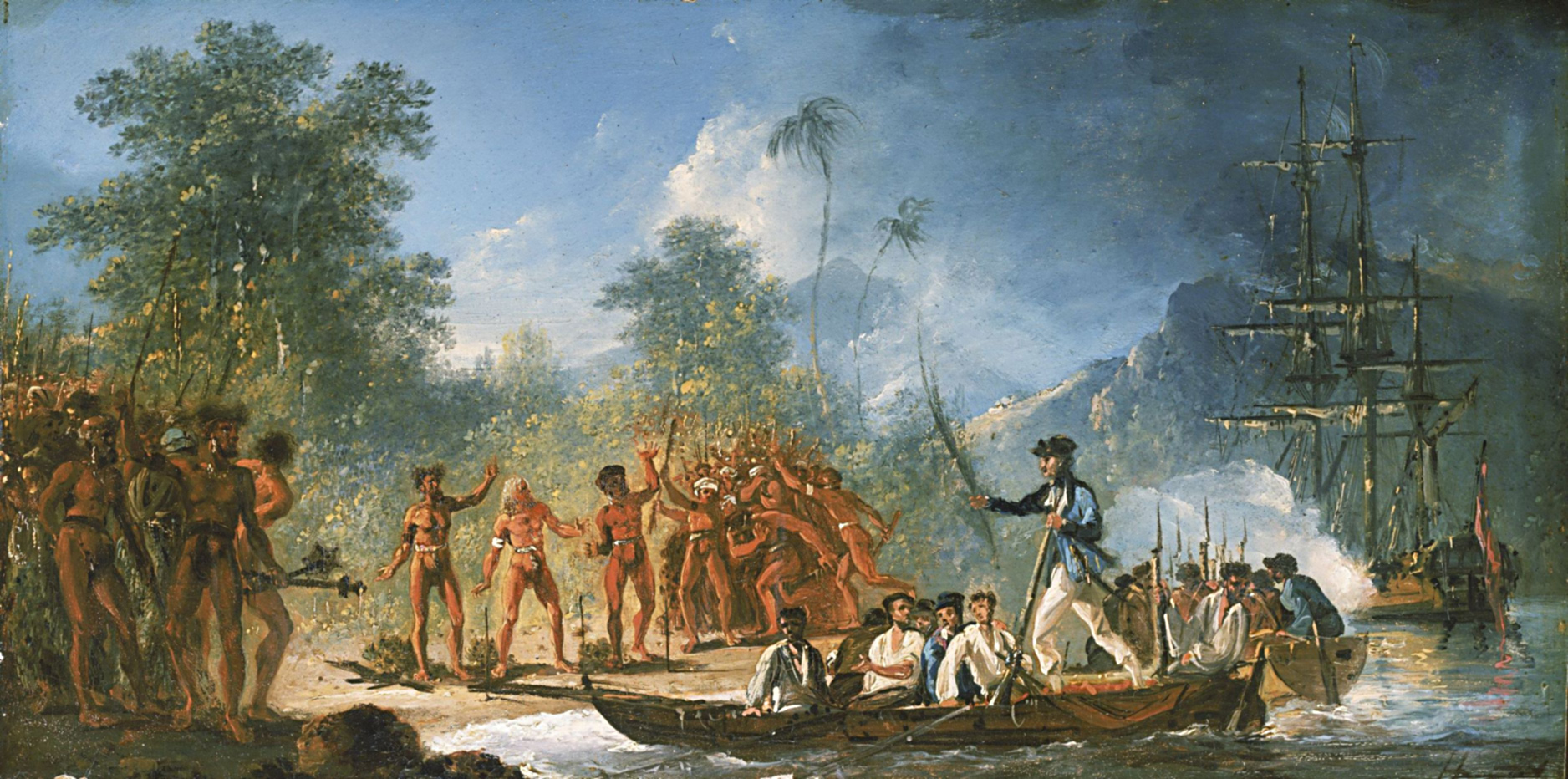
Přistání na Tanně, jednom z Nových Hebrid, William Hodges, 1775–1776

Na Tanně se setkávají s domorodci. Jako demonstraci síly nechá Cook vystřelit z děla. Když se jeden muž pokusí ukrást bójku, vypálí další rány, aniž by domorodce zranil. Podaří se jim přistát a poté, co domorodcům dají nějaké dárky a dostanou za to kokosové ořechy, požádají o možnost vzít si trochu čerstvé vody a dřeva, což jim je umožněno. Druhý den se domorodci nalodí, aby obchodovali s námořníky. Když se jeden z nich pokusí bez zaplacení vzít to, co vyměňoval, přistoupí Cook k opětovnému užití střelných zbraní, aby krádež potrestal. Na břehu se poté shromáždí mnoho domorodců ve dvou skupinách, ale Cook je zažene:
| „ | Jeden z nich, stojící blízko břehu, se odvážil otočit k nám zadkem a plácnout se do něj rukou, což je obvyklá reakce všech národů Jižního moře. Kapitán Cook nařídil vystřelit do vzduchu z další muškety a na tento signál loď rozehrála celé své dělostřelectvo, sestávající z pěti čtyřlibrových děl, dvou otočných děl a čtyř mušket. Koule hvízdaly nad našimi hlavami a způsobily mezi kokosovými palmami trochu zmatku, měly však požadovaný účinek a během několika okamžiků zcela vyčistily pláž. | “ |

Vytyčí si oblast, kam domorodci nemají vstupovat, a nemají s nimi žádné další potíže. Forster popisuje jejich účes, tetování a jizvy, stejně jako jejich zbraně. Forster s otcem podniknou několik výletů na ostrov a od domorodců se dozvídají jména několika okolních ostrovů. Kdykoli se přiblíží k určité oblasti, jsou zastaveni domorodci, kteří jim vyhrožují, že je sežerou. Nepodaří se jim přiblížit k sopce, ale změří teplotu fumarol (mělkých kráterů) a horkých pramenů. Navzdory Cookovu rozkazu je jeden z domorodců zastřelen námořníkem. Po 16 dnech odplouvají. Forster obšírně komentuje geografii ostrova, rostliny, zvířata a lidi. plují poblíž ostrovů zvaných Irronan a Anattom. Cook pojmenovává skupinu ostrovů Nové Hebridy. Plují na sever k Espiritu Santo a objevují další malé ostrovy u jeho východního pobřeží. Na Espiritu Santo se opět mluví jiným jazykem než na předchozích ostrovech.

#### Kapitola III. Objevení Nové Kaledonie.-Popis našeho pobytu na ostrově.-Podél pobřeží až do našeho odjezdu.-Objevení ostrova Norfolk.-Návrat na Nový Zéland
Plavba na jih, objevují Novou Kaledonii, přicházejí do styku s domorodci a vystupují na břeh. Forster popisuje oblečení, náušnice a tetování domorodců. S jejich pomocí najdou místo, kde se mohou napít. William Wales a Cook pozorují zatmění Slunce. Forster pozoruje domorodé ženy při vaření, ale ty ho odeženou pryč. Cookův úředník koupí rybu, kterou Forsterovi identifikují jako tetraodona a varují před možností, že by mohla být jedovatá, ale protože Cook tvrdí, že stejnou rybu už jedl, připraví si jídlo z jejích jater. Játra jsou tak mastná, že Cook a Forsterovi z nich snědí jen velmi málo, ale přesto trpí příznaky otravy. Když domorodci přijdou na palubu a uvidí rybu, dávají znamení, že je špatná, a navrhují ji hodit do moře. Otrava ztěžuje výpravy a Forster se omlouvá za nedostatek zajímavého obsahu a žádá čtenáře, aby „uvážil naši nešťastnou situaci v té době, kdy všechny naše tělesné a intelektuální schopnosti byly oslabeny tímto zákeřným jedem“. Setkávají se s domorodcem albínem. Když domorodci pozorují, jak cestovatelé jedí velkou hovězí kost, jsou překvapeni a domnívají se, že jde o projev kanibalismu, protože nikdy neviděli velké čtyřnožce. Odcházejí a Forster srovnává obyvatele Nové Kaledonie s jinými, s nimiž se setkali. Pokračují na východ podél pobřeží Nové Kaledonie, míří na Nový Zéland, objevují další malé ostrovy a chytají delfína. Při plavbě na jih objeví ostrov Norfolk. Rychle plují dál a dorazí do Queen Charlotte Sound na Novém Zélandu.

#### Kapitola IV. Třetí a poslední pobyt vQueen Charlotte'sSound na Novém Zélandu
Resolution zůstává v Queen Charlotte's Sound kvůli opravám a doplnění zásob. Dozvídají se, že došlo k bitvě mezi domorodci a některými Evropany, při níž zahynulo mnoho lidí, a mají obavy o Adventure. Forster podává zprávu o tom, co zjistili později: loď s deseti lidmi se vydala na břeh sbírat celer a šruchu, když domorodci ukradli jednu z jejich plachet. Evropané na ně stříleli, dokud nespotřebovali munici, a pak je domorodci zabili. Forster uvádí případy zabití mezi Novozélanďany a Evropany z jiných cest. Podnikají další výpravy, komunikují a obchodují s domorodci. Forster komentuje jejich hudbu a uvádí některé úryvky v notovém zápisu. Po doplnění zásob ryb a protikorupčních prostředků odjíždějí.

#### Kapitola V. Cesta zNového Zélandu do Ohňové země - pobyt ve Vánočním přístavu
Plují na východ směrem k Ohňové zemi. Kotví v malé zátoce 41 dní po vyplutí z Nového Zélandu. Podnikají výlety a setkávají se s domorodci, kteří Forsterovi připadají mimořádně ubozí. Plují dál kolem Hornova mysu, míjejí východní stranu Ohňové země a plují na východ k malým ostrůvkům poblíž Ostrova Stavů, které Cook nazývá „Novoroční ostrovy“.

#### Kapitola VI. Pobyt na Novoročních ostrovech. Objevování zemí na jihu. Návrat kmysu Dobré naděje

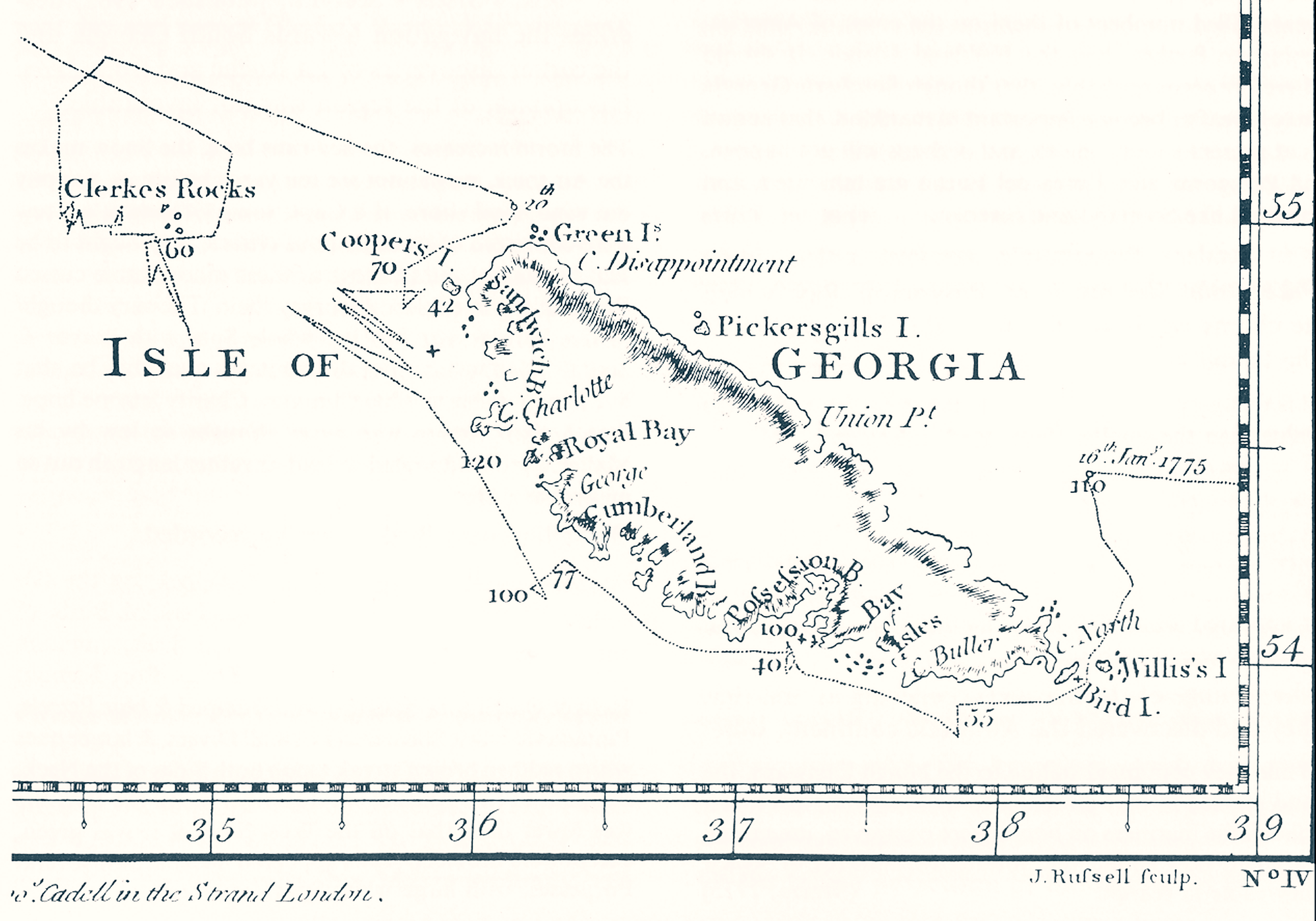
Mapa Jižní Georgie ze zprávy Jamese Cooka z roku 1775. Všimněte si, že sever je na mapě směrem dolů

Forster popisuje velké tuleně zvané mořští lvouni. Posádka loví lachtany a tučňáky. Plují na východ, objevují Willisovy ostrovy a nárokují Jižní Georgii pro Velkou Británii. Obeplouvají Jižní Georgii a dokazují tak, že je to ostrov. Pokračují na jih, ale zastaví je ledová pole, „což velmi potěšilo celou posádku, která byla v tuto chvíli zcela unavena tímto strašným podnebím“. Plují na východ a objevují Jižní Thule a různé další ostrovy, které Cook pojmenovává Sandwichova země. Poté, co vyčerpají zásoby kysaného zelí, plují k mysu Dobré naděje.

#### Kapitola VII. Druhý pobyt umysu Dobré naděje - plavba odtud na ostrovy Svatá Helena a Ascension
Na mysu Dobré naděje se jim vrací plné zdraví a dozvídají se zprávy z Evropy. Během opravy lodi se vydávají na několik výprav. Na palubě je nalezen německý černý pasažér, který je nejprve potrestán, pak mu je dovoleno zůstat. Odplouvají ke Svaté Heleně, kde se Cook dozvídá o jejím nesprávném popisu od Hawkeswortha. Jsou pozváni guvernérem a na ples. Další zastávkou je Ascension, který Forster považuje za ponurý. Setkávají se s lodí z New Yorku a chytají želvy na jídlo.

#### Kapitola VIII. Plavba zAscensionu kolem ostrova Fernando da Noronha na Azory - pobyt ve Fayalu - návrat do Anglie
Z Ascensionu vyplují na západ, přiblíží se k Fernandu de Noronha a vymění si pozdravné salvy s tamními pevnostmi. Po dvou letech a devíti měsících pobytu na jižní polokouli překročí rovník. Jejich další zastávkou jsou Azory, kde zakotví ve Faialu a navštíví město Horta, kde se ubytují v domě zástupce konzula. Forster pokračuje v popisu Azorských ostrovů. Brzy pokračují do Anglie.
| „ | Tak jsme po nesčetných nebezpečích a dlouhých útrapách šťastně ukončili plavbu, která trvala tři roky a šestnáct dní; během ní jsme podle výpočtů přejeli větší plochu moře než kterákoli loď před námi, protože všechny naše cesty dohromady tvoří více než trojnásobek obvodu zeměkoule. Měli jsme také štěstí, že jsme ztratili jen čtyři muže; tři z nich zemřeli nešťastnou náhodou a jeden na nemoc, která by ho možná přivedla do hrobu mnohem dříve, kdyby zůstal v Anglii. Hlavní cíl naší výpravy, hledání jižního kontinentu v mezích mírného pásma, se naplnil; prohledali jsme dokonce i zamrzlá moře na opačné polokouli, uvnitř antarktického kruhu, aniž bychom narazili na onen rozsáhlý kus země, o němž se dříve předpokládalo, že existuje. | “ |

## Přijetí a dopady

### Soudobé recenze
Ačkoli se kniha neprodávala dobře, v Británii byla Voyage dobře přijata kritikou a dočkala se mnoha příznivých recenzí, z nichž některé obsahovaly citace z Forsterovy i Cookovy zprávy, které dokazovaly lepší styl první ze jmenovaných. Například Critical Review shledal v Cookově knize mnoho chyb v rytinách a v zařazení Cookových námořních detailů a po uvedení dlouhých úseků, v nichž je Forsterovo podání lepší, uzavřel: „Nyní ponecháváme na čtenáři, aby sám posoudil přednosti každého z těchto představení“. V měsíčníku Monthly Review recenzoval autor, kterého Robert L. Kahn, editor vydání Voyage z roku 1968, označil jako Williama Bewleyho, v dubnovém a červnovém čísle, přičemž v dubnu většinou shrnul předmluvu a v červnu zbytek plavby. V závěru recenzent „kvituje potěšení, které jsme měli z četby tohoto zábavného a dobře napsaného deníku; který je všude zajímavý díky příjemnému způsobu, jakým autor vypráví o různých příhodách z cesty obecně; stejně jako o těch, které se mu přihodily zejména během jeho několika botanických exkurzí do země“. V časopise The Lady's Magazine následují dva anonymní „Dopisy redaktorovi“ a úryvky, nejprve z Forsterovy epizody na Tahiti, poté z Cookova a Forsterova popisu příjezdu na ostrov Middelburg. Pisatel dopisu chválí Forsterův styl psaní a rytiny v Cookově díle a uzavírá: „Podle našeho názoru stojí za to, aby si každý gentleman koupil obě knihy, aby mohl porovnat grafiky jedné z nich s popisy druhé; ale tam, kde je třeba se jedné z nich vzdát, padne volba čtenáře na vyprávění pana Forstera, zatímco ti, kdo si libují v pěkných obrázcích, dají přednost Cookově knize“.
Jsou známy i dva názory z řad čtenářů. James Boswell se o knize vyjadřoval příznivě, zatímco Samuel Johnson byl méně nadšen:
| „ | Mluvil jsem s ním o Forsterově Cestě do jižních moří, což mě potěšilo, ale zjistil jsem, že se mu nelíbí. "Pane, (řekl), je v ní velká afektovanost krásného psaní. BOSWELL. 'Ale táhne vás s sebou.' JOHNSON: "Ne, pane, on mě s sebou nenosí, nechává mě za sebou, nebo mě spíš staví před sebe, protože mě nutí obracet mnoho listů najednou. | “ |

### Polemika po zveřejnění

John Montagu, 4. hrabě ze Sandwiche a první lord admirality. Obraz z roku 1783, jehož autorem je Thomas Gainsborough

William Wales, který byl astronomem na palubě lodi Resolution, se urazil kvůli slovu „byl“ v prohlášení, že „[Arnoldovy hodinky] byly bohužel zastaveny ihned po našem odjezdu z Nového Zélandu v červnu 1773“, a vyložil si to jako tvrzení, že on jako správce hodinek je úmyslně sabotoval. Následovala výměna dopisů, v nichž Wales žádal o odvolání. Wales, který se s Reinholdem během plavby pohádal, později vydal něco, co editor Cookových deníků John Beaglehole nazval „osmistránkovým pamfletem o 110 rozhořčených stranách“, v němž Forsterovy napadl. V této knize nazvané Remarks on Mr Forster's Account of Captain Cook's Last Voyage Round the World („Poznámky k vyprávění pana Forstera o poslední plavbě kapitána Cooka kolem světa“) považoval Wales Johanna Reinholda Forstera za pravého autora a obvinil ho ze lží a zkreslení. Georg Forster reagoval odpovědí na poznámky pana Walese, která obsahovala některé faktické opravy a bránila jeho otce proti útokům. Tvrdil, že Wales byl motivován žárlivostí nebo jednal jménem lorda Sandwiche. V červnu 1778 následoval Dopis ctihodnému hraběti ze Sandwiche, v němž byl Reinhold vylíčen jako oběť Sandwichovy zlovůle a tvrdil, že to způsobila jeho milenka Martha Rayová. V dopise byla také připsána vina Barringtonovi a otevřeně zpochybňováno jeho mylné přesvědčení, že mořská voda nemůže zmrznout. Po tomto zveřejnění již neexistovala možnost usmíření s Admiralitou a Forsterovi pracovali na plánech přestěhovat se do Německa.

### Autorství
Míra Georgova autorství Voyage byla i po Walesových útocích předmětem diskusí. Beaglehole ve svém Cookově životopise označuje Georgova tvrzení o originalitě za „ne zcela pravdivá“. Kahn knihu označuje za „rodinný podnik“ a společné dílo založené na Reinholdových denících a uvádí, že „pravděpodobně šedesát procent z ní nakonec napsal George“. Podle Leslieho Bodiho styl i filozofie ukazují na Georga. Thomas P. Saine ve svém životopise Georga Forstera podobně uvádí, že kvalita anglicky psaného textu je příliš dobrá na to, aby šlo o Reinholdovo dílo, a komentáře a postřehy „prozrazují spíše mladické nadšení a postoj, který lze očekávat od Georga, než vědeckyji založený temperament, který lze očekávat od Reinholda“. Ruth Dawsonová ve své disertační práci z roku 1973, která byla označena za nejspolehlivější popis historie psaní a vydání Voyage, popisuje styl díla jako „přesvědčivý důkaz“ Georgova autorství a poznamenává, že jeho otec byl během šesti měsíců psaní „zaneprázdněn jinými záležitostmi“. O pramenech uvádí: „Důkazem toho je, že se jedná o knihu: „Forstera, který se osobně podílel na psaní A Voyage Round the World a Reise um die Welt, je sice omezený, ale jeho záznamy jsou hlavním zdrojem téměř všech popisovaných skutečností a událostí“. Její celkový závěr zní: „Zdá se však jisté, že to byl právě Georg Forster, kdo toto vyprávění napsal“. Philip Edwards sice poukazuje na mnoho postřehů, které jsou jednoznačně Georgovy, ale označuje Cestu za „společné, konsensuální dílo; ze dvou myslí, které se podílely na kompozici, vznikl jediný autor“. Nicholas Thomas a Oliver Berghof, editoři vydání z roku 2000, považují Kahnovy závěry za nepřesvědčivé a uvádějí, že text je „ve skutečnosti nezávislým vyprávěním, dalším pramenem k událostem Cookovy druhé plavby, a nikoli pouze přepracovanou verzí jiného primárního pramene“, čímž se Voyage odlišuje od dřívějších publikací, kde byl Georg asistentem svého otce.

### Překlady

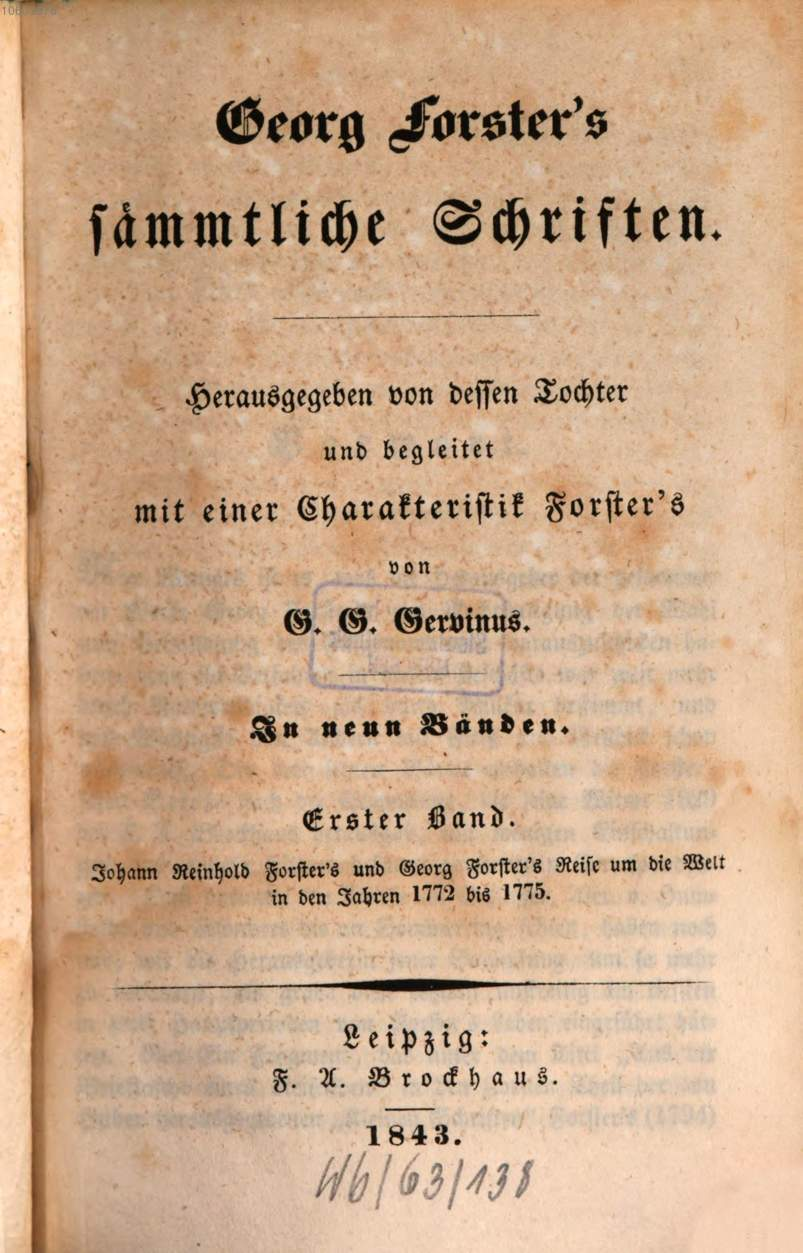
Titulní strana německého vydání Reise um die Welt z roku 1843, které je součástí Forsterova kompletního díla vydaného jeho dcerou Therese Forster

Georg Forster a Rudolf Erich Raspe přeložili knihu do němčiny jako Reise um die Welt. Překlad obsahoval některé další materiály převzaté z Cookovy zprávy. Po zveřejnění německého vydání, jehož úryvky byly publikovány ve Wielandově vlivném časopise Der Teutsche Merkur, se oba Forsterové proslavili, zejména Georg, který byl po svém příjezdu do Německa oslavován. Díky Reise um die Welt se Georg Forster stal jedním z nejčtenějších spisovatelů v Německu. Oba Forsterové nakonec získali v Německu profesuru: Georg v roce 1778 na Collegium Carolinum v Kasselu a jeho otec v roce 1780 v Halle. První německé vydání, které vyšlo v nakladatelství Haude und Spener v Berlíně ve dvou svazcích v letech 1778 a 1780, bylo vyprodáno v roce 1782 a následovalo druhé vydání v roce 1784; stalo se klasikou cestopisné literatury a dočkalo se mnoha dotisků. Cesta byla přeložena i do dalších evropských jazyků. Před rokem 1800 vyšly překlady do dánštiny, francouzštiny, ruštiny a švédštiny; navíc španělský překlad obsahoval části Cookovy oficiální zprávy.

## Vliv

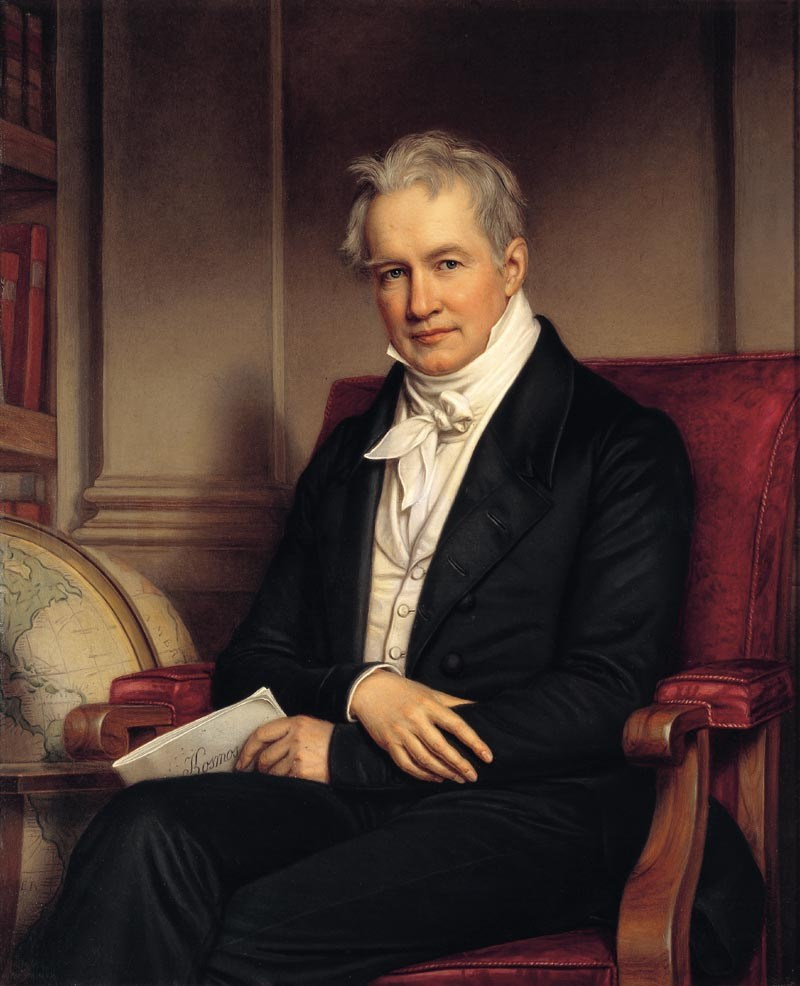
Alexander von Humboldt, obraz od Josepha Karla Stielera, 1843

Georg Forster a jeho díla, zejména Voyage, měly velký vliv na Alexandra von Humboldta a jeho Voyage aux régions equinoxiales du Nouveau Continent (doslovně „Osobní vyprávění o cestách do rovníkových oblastí Nového kontinentu“). Richard Garnett v článku o Georgu Forsterovi v 9. vydání Encyclopædia Britannica píše o Voyage: „Jeho popis Cookovy cesty je téměř prvním příkladem zářivého a přitom věrného popisu přírodních jevů, díky němuž se od té doby jejich znalost stala běžným majetkem vzdělaného světa, předstupněm Humboldta, stejně jako Humboldt Darwina a Wallace“. Sám Humboldt o Forsterovi napsal, že „jeho prostřednictvím byla zahájena nová éra vědeckého cestování, jehož cílem je srovnávací poznání národů a přírody v různých částech zemského povrchu“.
Kniha byla studována jako jeden ze zdrojů pro dílo Samuela Coleridge Píseň o starém námořníkovi, které bylo podle australského akademika Bernarda Smithe ovlivněno zprávami o Cookově druhé cestě včetně Forsterovy, možná proto, že William Wales byl jedním z Coleridgeových učitelů v Christ's Hospital. Literární vědec Arnd Bohm jde dokonce tak daleko, že tvrdí, že existují „detaily obrazů a formulací, které naznačují Forsterův nejsilnější vliv“.

## Moderní přijetí
Od padesátých let 20. století vzniklo velké množství literatury zabývající se Voyage, včetně doktorské práce Ruth Dawsonové, která obsahuje nejrozsáhlejší popis geneze textu. Nejvíce studovanou částí díla je obsah týkající se Tahiti. Přestože tvoří méně než pět procent textu, téměř polovina literatury o Voyage se zaměřuje výhradně na tuto část, přičemž často studuje Forsterovo srovnání evropské a tahitské kultury a civilizace a přírody. Jiní autoři líčili jeho morální opovržení tahitskou sexuální rozkoší jako evropskou sebekázeň, v kontrastu s prvními zprávami o Tahiti francouzského badatele Louise Antoina de Bougainville, které odstartovaly evropské vnímání jižního Pacifiku jako místa sexuální svobody.
Ve vydání z roku 1968, prvním anglickém vydání od 18. století, které bylo součástí edice Forsterových sebraných spisů Východoněmecké akademie věd, našel Kahn pro svůj předmět vysoké uznání, když uvedl: „Považuji Voyage za nejlepší dílo, co se týče stylu a podání, které vzešlo ze tří Cookových výprav, a za jeden z nejlepších cestopisů napsaných v jakémkoli jazyce nebo věku“.
Vydání z roku 2000 se setkalo s příznivým ohlasem kritiky. Antropolog John Barker ve své recenzi chválí jak Forsterovo „úžasné vyprávění“", tak editory a končí slovy: „... moderní vědci, obyvatelé tichomořských ostrovů i náhodní čtenáři jsou jim velmi zavázáni za to, že tento úžasný text vytáhli z archivů a zpřístupnili jej v tomto krásně zpracovaném vydání“. Historička Kay Saundersová si všímá „etnografické propracovanosti, která byla v mnoha ohledech pozoruhodně oproštěna od současného eurocentrismu“, a chválí editory s tím, že „komentář v tak širokém rozsahu oborů, které se vymykají moderní vědecké praxi, vyžaduje mimořádnou míru kompetence“. Vstřícná recenze historika Alana Frosta obšírně pojednává o významu Cookovy druhé cesty. Forsterův spis je popsán jako „nejlyričtější ze všech velkých vyprávění o evropském průzkumu Pacifiku“, ale také jako „strnulý a jeho literární analogie jsou příliš časté a nucené“. Historik Paul Turnbull poznamenává, že kniha byla „po 200 let zastíněna Cookovým bohatě ilustrovaným vyprávěním“, a chválí editory, přičemž jejich přístup staví do kontrastu s přijatou eurocentrickou Cookovou vědou. Antropolog Roger Neich, který edici označuje za „velkolepou“, poznamenává, že „vyprávění zahájilo etapu ve vývoji cestopisu jako literárního žánru a představuje pronikavý empirismus a empatii, které ukazují, že »ušlechtilý divoch« nebyl úplným popisem“. Kulturní historik Rod Edmond sice označuje Cookovu zprávu za „často nudnou“ a Postřehy Reinholda Forstera za „meditaci o plavbě, ale ne o věci samé“, ale konstatuje, že kniha „spojuje bezprostřednost zážitku s rozvinutou reflexí o něm a je mnohem lépe napsaná než cokoli od Cooka nebo jeho vlastního otce“.  V recenzi Jamese C. Hamiltona, historika a Cookova znalce, se uvádí: „Cookova cesta byla velmi zajímavá: »Příjemné vyprávění« George Forstera slouží jako cenný záznam o druhé plavbě a užitečná příručka pro zájemce o kapitána Cooka“.